# Авария в энергосистеме в Великобритании (2003)
Сбой энергосети в Великобритании.
В столице Великобритании Лондоне и некоторых районах на юго-востоке страны 28 августа 2003 года вечером произошло широкомасштабное отключение электроэнергии. Примерно две трети метро и часть трамваев прекратили движение, уличные фонари и сигнальные лампы в районах сбоя электроснабжения погасли, наблюдался хаос в городском транспорте. Причиной отключения электроэнергии стала авария в системе трансформаторов.
В лондонской подземке находились порядка 250 тысяч человек, которых эвакуировали из остановившихся в тоннелях поездов.
Подача электроэнергии возобновилась через 34 минуты после её отключения.